# Herb Gliwic
Herb Gliwic – jeden z symboli miasta Gliwice w postaci herbu, wprowadzony uchwałą Miejskiej Rady Narodowej z 29 października 1964 roku.

## Wygląd i symbolika
Herb jest dwudzielny w słup. Na polu heraldycznie prawym złoty półorzeł na błękitnym tle. Na polu heraldycznie lewym srebrna, ceglana i blankowana baszta z niebieskim stożkowym dachem i czarnym oknem łukowym, na czerwonym tle.
Półorzeł nawiązuje do herbu Piastów śląskich z linii Władysława opolskiego, który lokował miasto.
Baszta symbolizuje potęgę miasta, otoczonego murami miejskimi i spełniającego funkcję warowną.

## Historia
Pierwszy herb Gliwic pojawił się prawdopodobnie na przełomie XIII i XIV wieku. Najstarszy jego wizerunek widnieje na pieczęci przy dokumencie wystawionym w 1400 roku przez burmistrza i radę miejską. Herb ten był zbliżony do dzisiejszego i składał się z półorła i wieży obronnej. Bez większych zmian pozostawał w użyciu do początku XVII wieku.  
Za opór przeciw duńskim wojskom Ernesta Mansfelda cesarz Ferdynand II obdarzył Gliwice przywilejami, w tym nowym herbem. Herb ten przedstawiał wieżę z otwartą do połowy bramą, nad którą znajdowała się Matka Boska z Dzieciątkiem. Na bramie znajdowały się skrzyżowane gałęzie palmowe, a pośrodku duża litera F powyżej rzymska cyfra II. Po lewej stronie (prawej herbowej) widniał czarny półorzeł w czerwonym polu przeciętym białą belką (herb cesarstwa na tle rodowego herbu Habsburgów – zwierzchników miasta), po prawej stronie (lewa herbowa) znajdował się złoty półorzeł na błękitnym tle (herb Piastów górnośląskich – założycieli miasta). Herb ten poddawany licznym drobnym zmianom przestał funkcjonować dopiero krótko po zakończeniu II wojny światowej. Do dziś znajduje się na wielu zabytkowych budynkach w mieście.
W 1964 r. wprowadzono herb nawiązujący do pierwotnego herbu miasta. 11 września 1978 r. w związku z nadaniem miastu Krzyża Wielkiego Orderu Odrodzenia Polski insygnia orderu umieszczono w herbie. 14 listopada 1996 r. wprowadzono nowy wzór hebu.

## Galeria

Herb obowiązujący w latach 1978–1996
Pieczęć miejska z herbem z 1596 roku
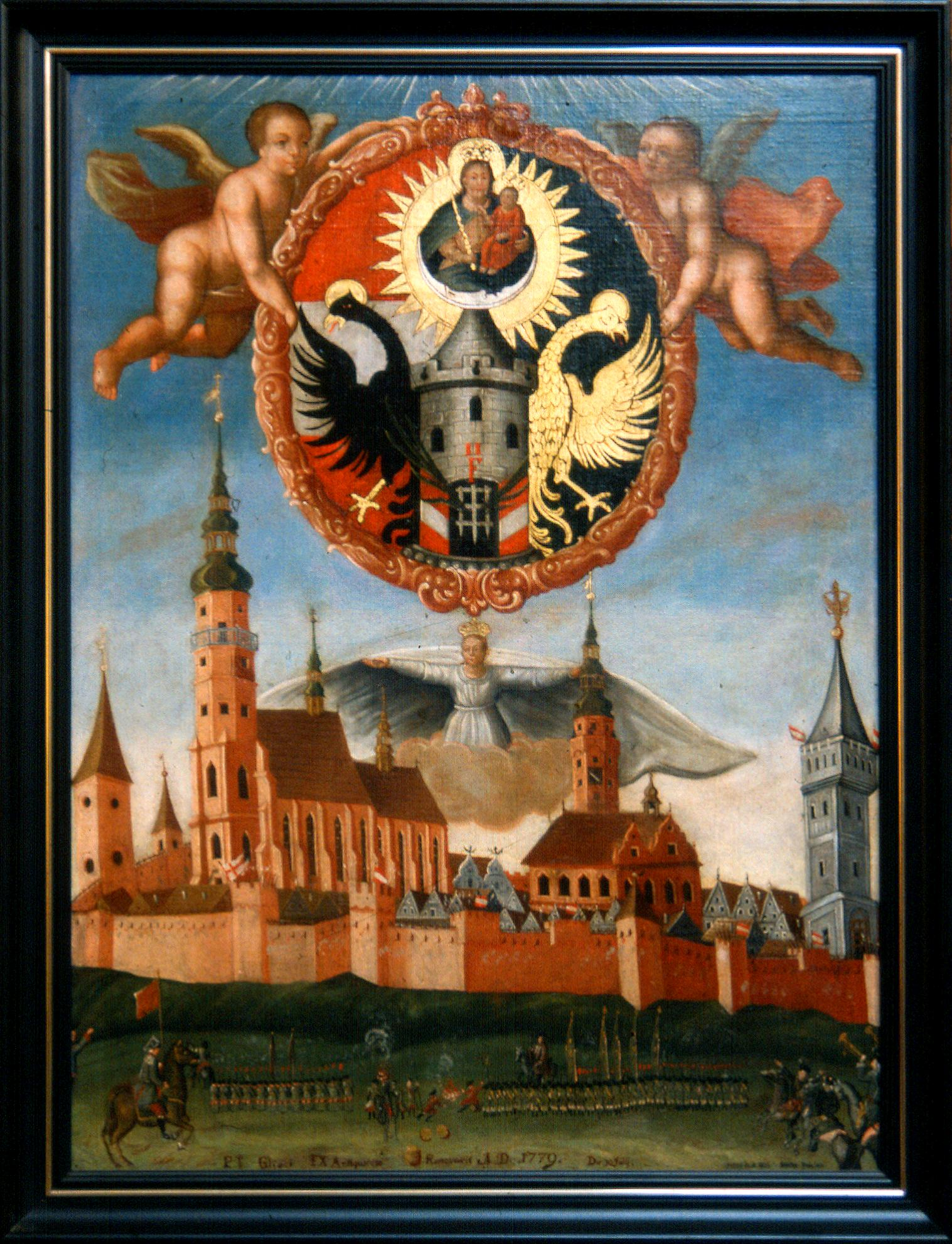
Wizerunek herbu z XVII wieku
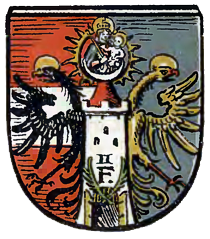
Herb według Otto Huppa z końca XIX wieku
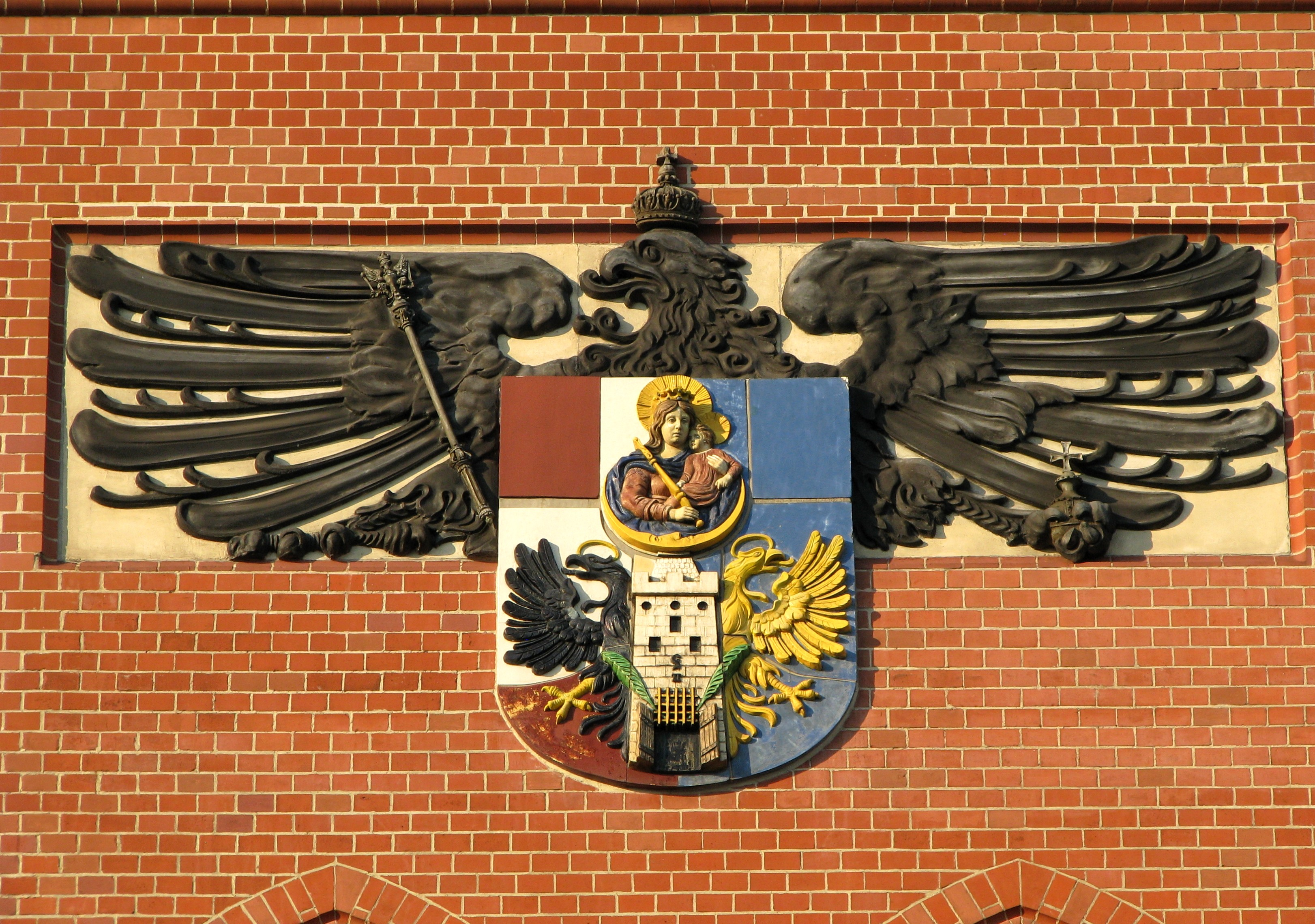
Dawny herb na budynku Politechniki Śląskiej, tak zwanej czerwonej chemii
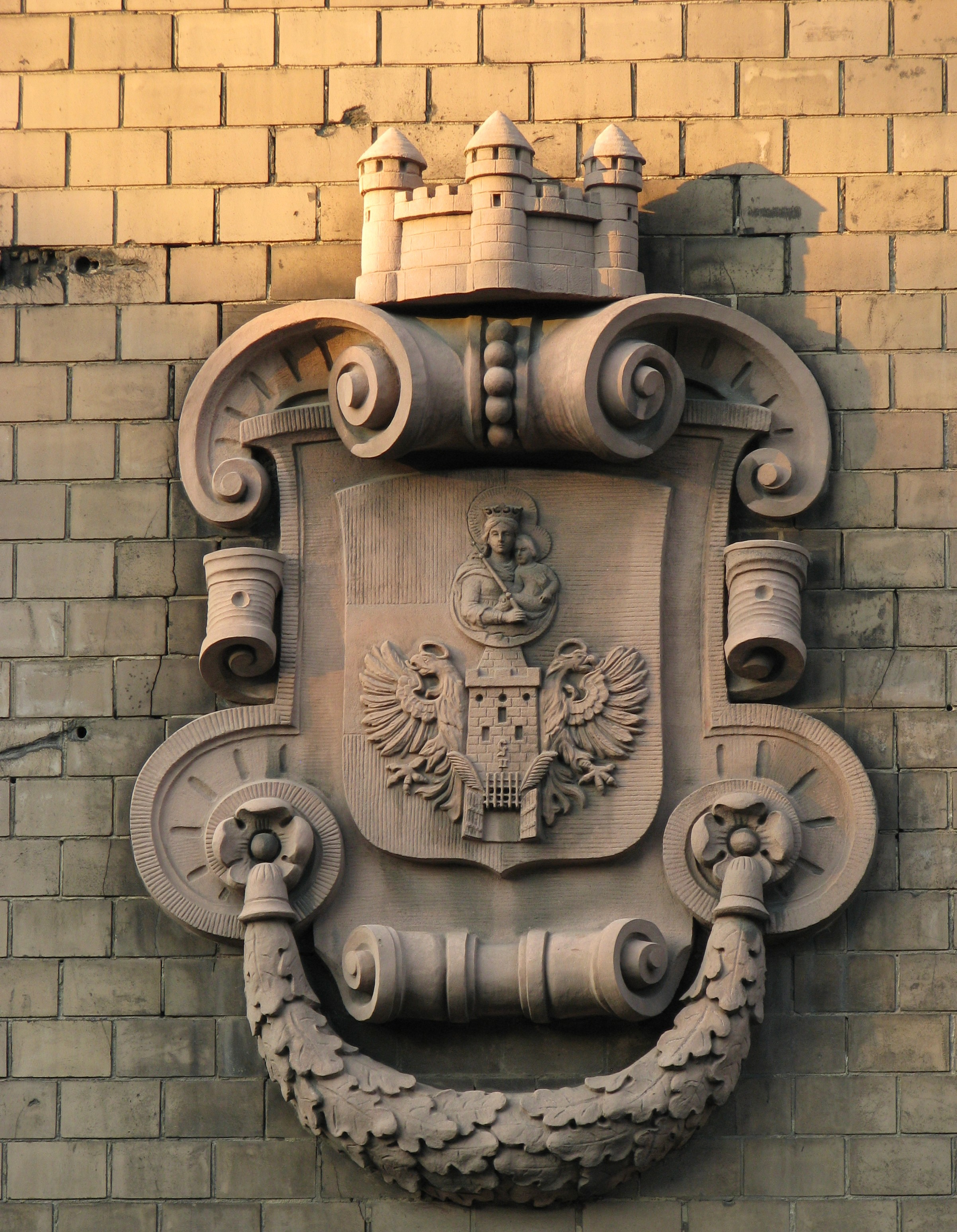
Dawny herb na budynku Wydziału Chemicznego Politechniki Śląskiej (tzw. Szarej Chemii) przy ul. M. Strzody 7
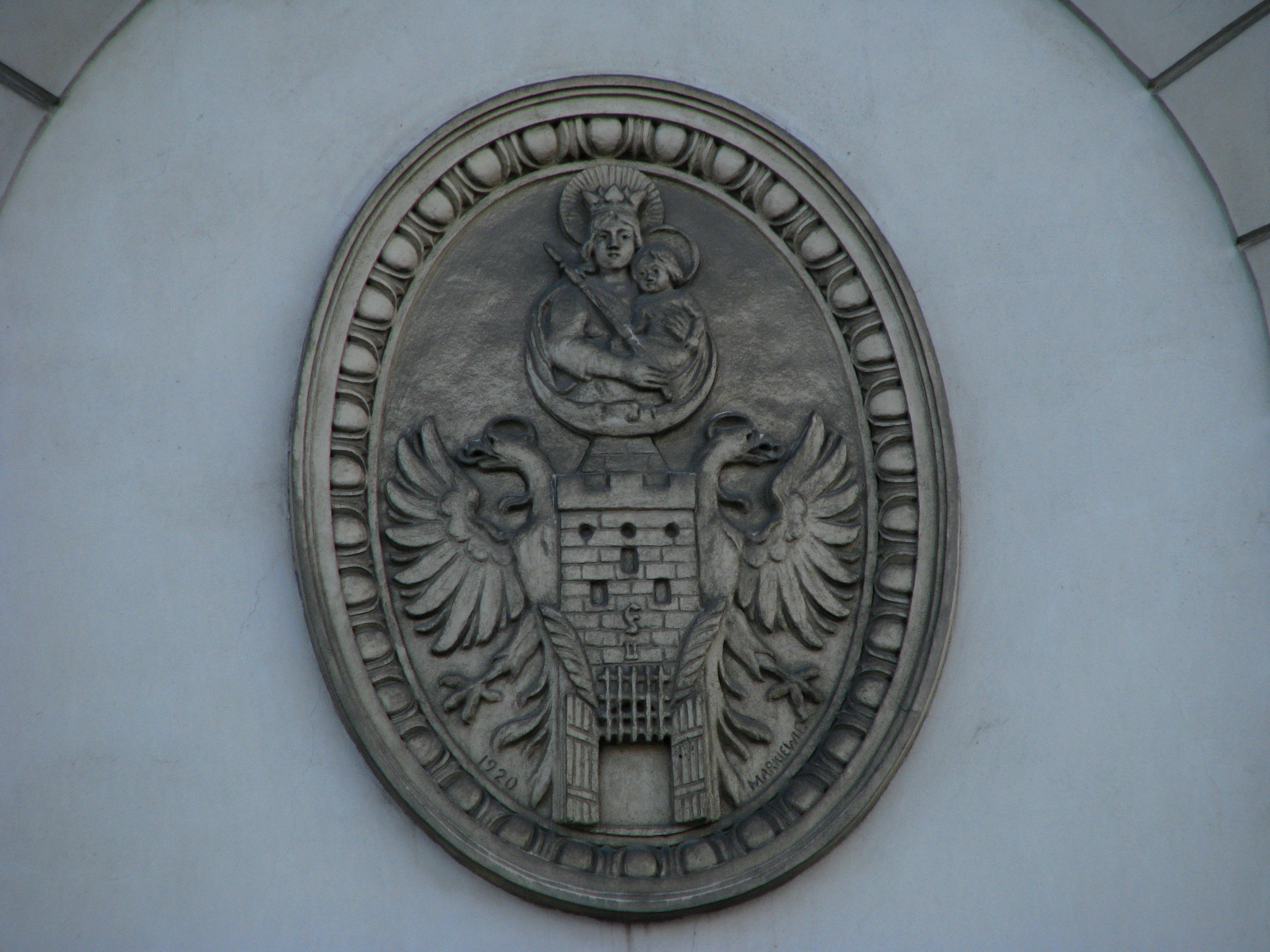
Dawny herb Gliwic na Ratuszu